# Scotopteryx intermedia
Scotopteryx intermedia är en fjärilsart som beskrevs av Barend J. Lempke 1950. Scotopteryx intermedia ingår i släktet backmätare, och familjen mätare. Inga underarter finns listade.